# 中国大陆网络热点事件列表
本列表收录中国大陆网络热点事件，即在中国大陆互联网上产生了重大影响的热点事件，部分事件以衍生出的网络流行语为名。

## 1995年

### 朱令铊中毒事件
“朱令铊中毒事件”是指清华大学1992级化学系女生朱令在1994年11月底出现铊中毒症状，求助互联网才得到确诊和救治的事件。

## 1999年

### 72小时网络生存测试
“72小时网络生存测试”由中华人民共和国国家信息产业部信息化推进司指导，梦想家中文网以及十家中国大陆新闻媒体主办于1999年，是让受试者只借助互联网在72小时内生存的测试活动。

## 2000年

### 江泽民怒斥香港记者
“江泽民怒斥香港记者”指2000年10月27日江泽民不满香港记者张宝华“中央钦定董建华”的问法，斥责张宝华“too simple, sometimes naive”一事。

## 2005年

### 一个馒头引发的血案
《一个馒头引发的血案》是胡戈创作的一部网络短片，其内容混剪电影《无极》和节目《中国法治报道》以惡搞原电影《无极》，广泛流传于互联网。

### 田刚-丘成桐事件
“田刚-丘成桐事件”是始自2005年华裔数学家丘成桐及北京大学数学学院及华人数学界相关人士的书面互攻事件，早期主要在互联网特别是高校BBS上进行，后来引起了各种媒体的关注。

## 2006年

### 铜须事件
“铜须事件”是2006年網路游戏《魔兽世界》玩家“锋刃透骨寒”曝光妻子“幽月儿”与另一玩家“铜须”偷情聊天，引发网民热议的事件。

### 高跟鞋虐猫事件
“高跟鞋虐猫事件”是网民于2006年在網際網路上公布女子以高跟鞋虐杀小猫的视频，所引发的事件。

### 喝凉水
河北省赞皇县的秦英伟2006年9月以涉嫌强奸未遂被赞皇县公安局逮捕后，在赞皇县看守所羁押时，自9月20日左右起每天被要求陪牢头死囚于振荣打斗地主，输了必须喝凉水。仅两个月，秦英伟心脾肾胃等脏器严重受损，血压极高危，生命垂危，后经长达9个月的住院治疗，维持住了性命，但是终生残疾。

## 2007年

### 周老虎
2007年10月12日，镇坪县农民周正龙于10月3日拍到了野生华南虎照片，公布了部分虎照，并向周正龙颁发奖金2万元。此后，新闻发布会上公布的华南虎照片引起了公众和媒体的广泛质疑。
陕西省公安厅新闻发言人、副厅长白少康在会上通报说周正龙是用老虎画拍摄假虎照，目的是为了骗取钱财。其行为已经涉嫌诈骗罪，目前周正龙已被公安机关以涉嫌诈骗罪提请检察机关批捕。周老虎事件涉及的13名相关人员受处理：林业厅副厅长朱巨龙、孙承骞被免职，野生动植物保护处处长王万云、信息宣传中心主任关克被撤职。后来“周老虎”一词也代指周永康。

## 2008年

### 很傻很天真
在2008年1月，香港的各大网络媒体突然出现了很多疑是众多香港女明星的裸照，身陷“艳照门”事件的女主角钟欣桐（阿娇）对外发表道歉声明阿娇上节目飙泪诉苦”，今次事件对身边的人造成伤害，承认以前“很傻很天真”，抱歉事件影响社会，指自己以后会积极面对人生、努力工作。此后不久那句经典语言“很傻很天真”就被各大网络媒体放大曝光甚至加以引用。

### 范跑跑
2008.5.12日中国汶川发生地震，地震时，作为光亚学校的老师范美忠，丢下学生不管并随后在天涯社区中发表了“跟你们一起死没有意义”等令人震惊的言论，于是被网友戏称为“范跑跑”，随后，类似的词语也渐渐出现在网络上，比如：“周跑跑”、“楼脆脆”、“猪坚强”等。

### 林嘉祥事件
2008年10月29日发生于中国广东省深圳市南山区科技园的林嘉祥事件后，网友公布了一段当时林嘉祥和女童父母在大厅争吵的视频，网民为视频配上的字幕里有一段“我掐了小孩的脖子又怎么样，你们这些人算个屁呀！”（但据公安机关调查，现场的服务员等目击证人并未听到该言论。）（屁民的屁字的拼音為Pì，P民為網民自我河蟹出的代詞。）

## 2009年

### 这事不能说太细
在1月12日，《焦点访谈》节目以《广受质疑的“通行费”》为题报道了天津市收取“天津市贷款道路建设车辆通行费”事件。在节目中，面对记者“天津市每年要偿还的公路建设的贷款量有多大”的提问，天津市市政公路管理局一官员说：“这事儿不能说得太细。”

### 欺实马
源自杭州飙车案。在5月8日，杭州交警召开新闻发布会，提及“当时车速在70码(注：实际应为‘公里/小时’)”，由此引发舆论不满。而在5月14日，杭州飙车案事故鉴定完成，专家称“车速肯定不是70码（注：实际应为‘公里/小时’）”。

### 谷歌退出中国大陆事件
中央电视台于2009年6月18日在《焦点访谈》中播出“‘谷歌中国’色情链接遭谴责”节目，点名批评谷歌中国网站内含有大量色情和低俗链接及图片。节目中，高也以大学生身份接受采访时提到黄色网站令他的同学心神不宁。随后网民发现，代表大学生接受采访的高也实际上是《焦点访谈》的实习生，节目有造假之嫌。他的那一句“心神不宁”与之前的很黄很暴力如出一辙，随即成了网络流行语。

### 贾君鹏，你妈妈喊你回家吃饭！
2009年7月16日，百度贴吧的魔兽世界吧中，一篇题为“贾君鹏你妈妈喊你回家吃饭”的无内容帖被回复40余万次，该帖名称旋即成为中国大陆网络流行语，贾君鹏这个真实身份不明的人物也随之走红网络，并引发众多后续评论和效应。

### 开胸验肺
河南省新密市农民工张海超被多家医院诊断为“尘肺病”，但这些医院不是法定的职业病诊断机构，所以这些医院开具的诊断“无用”。而张海超原工作单位又拒绝开证明，后来经过有关部门协调，张海超到郑州市职防所诊治，让他难以接受的是，职防所的诊断结果却是“无尘肺0+期(医学观察)合并肺结核”，建议进行肺结核诊治。
张海超对此结果不满，他在2009年6月22日来到郑州大学第一附属医院，进行了肺组织活检手术（开胸验肺），就是把肺组织切下来一块，做病理化验。虽然郑大附一院在病理分析上认定张海超是尘肺病，但由于医院没有职业病的诊断资质，所以医院在排除其他肺部病变后，只能在诊断报告中写出“病变不排除尘肺”的结论。2009年7月1日，张海超因为支付不了医疗费不得不出院。事件被媒体报道引起巨大反响。

### 你是准备替党说话，还是准备替老百姓说话？
出自郑州市规划局副局长逯军。
河南郑州市须水镇西岗村原本被划拨为建设经济适用房的土地上，建起了12幢连体别墅和两幢楼中楼。当记者要求规划局对此事进行解释时，副局长逯军说出了这么一句话：“你是准备替党说话，还是准备替老百姓说话？”

## 2010年

### 非法献花
2010年1月13日，谷歌首席法律顾问大卫·多姆德在谷歌官方博客中宣称，将重新评估在中国业务的可行性，可能会关闭Google.cn及可能关闭其在中国的办事处。当天上午，有喜欢谷歌的民众来到谷歌在北京清华科技园的中国办事处献上鲜花。但遭到清华科技园保安驱逐，并称民众献花的行为“未经批准”，是“非法献花”，百度百科中新增了“非法献花”的词条，但随后被百度删除，百度贴吧中也新增了名为“非法献花”的贴吧，但被百度以“根据相关法律法规和政策，本吧暂不开放”为理由禁止访问，目前该吧已解封。。

### 颠簸复活术
1月8日四川省内江市发生车祸，死者张厚明并非当场死亡，却被到场的120急救人员判定为死亡并送至殡仪馆冷藏。车祸5小时后其家属发现亲人未死，再次抢救无效才死亡。对此，内江卫生局长称其很可能是“被颠簸而导致活过来了”。医院承认失误但表示无刑责。

### 先谢国家
2010年3月，于再清在参加全国政协体育界别小组讨论时批评了冬奥会冠军周洋的获奖感言
，称应该先感谢国家再感谢父母：
|  | 感谢你爹你妈没问题，首先还是要感谢国家。要把国家放在前面，别光说完感谢父母就完了。 ——国际奥委会副主席、国家体育总局副局长于再清在《中国互联网视听节目服务自律公约》签署时致辞 |

部分网民表示不满，开始恶搞，比如：我得到激活码了！我首先要感谢国家感谢党，然后感谢***部门……最后感谢我的父母。
本詞亦於三國殺中廣泛流行，被惡搞成「先謝郭嘉」。

### 洗脸死
2010年4月9日，湖北公安县政府新闻发言人就该县行政拘留所发生一起在押人员死亡事件进行通报。警方称其是“洗脸死”。 死者姓薛，现年54岁，生前和家人住在公安县斗湖堤镇，无固定工作。薛某有偷盗自行车作案前科，曾于去年被当地警方拘留过。
公安县警方有关人士称，薛某系溺亡在洗脸台水池里，经联合调查组介入后，2010年4月8日下午5时许，死者家属“主动”将死者尸体拉去火化了，事情已得以“圆满解决”。
有关人士说，警方为此给死者家属支付了30万元钱，但当晚警方相关人员说对此并不知情。薛某育有两个儿子，此前均在外地打工。

### 誰讓直播的
7月28日，南京市栖霞区万寿村一座化工厂发生爆炸事故
，江苏电视台记者马上赶往现场进行直播，但受到当地一名官员的阻挠并质问：“你叫什么名字，把电话给我，谁叫你直播的”？最后现场报道被迫中断，引起各界媒体的报道，和网民的热烈讨论。

### 没有强拆就没有新中国
2010年10月12日，财新网全文刊载了宜黄县一位以“慧昌”为名官员投书财新网的题为《透视江西宜黄强拆自焚事件》的文章。文章从一个地方官员的角度，对宜黄“9·10”强拆自焚事件进行解释和梳理，提出“没有强拆就没有新中国”。

### 我爸是李剛
2010年10月16日晚发生在河北省保定市河北大学新校区的一起醉酒驾驶交通事故造成两名在校女学生一名当场死亡一名受伤。肇事者李启铭（李一帆）撞人后若无其事继续开车，被众人阻拦并叫下车后，李启铭并无歉意，趾高气昂地说：“有本事你们告去，我爸爸是李刚。”经媒体报导后这句话在网络迅速蹿红，网络社区和微博网站出现了以“我爸是李刚”为模板的造句大赛，以讽刺事件的肇事者及其父亲。另有网友在土豆网上发表了改编自小沈阳《我叫小沈阳》的新歌《我爸叫李刚》。

### 忐忑
2010年10月，该首歌曲在2010年北京新春音乐会的视频被网友传到网上，视频中无意的咿呀演唱，和龚琳娜演唱时夸张搞笑的表情，使得它在网络上迅速传播，并被网友封为“神曲”。

### 我们不拆迁 知识分子吃啥
中国社会科学院农村发展研究所教授于建嵘2010年11月1日发表微博，称当日在受邀去江西讲课时号召党员干部不要去拆老百姓房子，遭江西万载县委书记批驳，该书记称：“如果没有我们这些县委书记这样干（拆迁），你们这些知识分子吃什么。”

### 一个非常艰难的决定
2010年9月至11月，腾讯与360两大中国大陆互联网软件商为争夺网络市场而展开激烈争斗。11月3日，腾讯发布公告称对360采取极端反制措施，若用户电脑中存在有360软件，则QQ程序以及相关软件无法运行，并在公告开头写道：“当您看到这封信的时候，我们刚刚作出了一个非常艰难的决定”。由于QQ为中国网民的主要聊天工具，而360软件也有很多人离不开。中国网民认为腾讯的这种恶性竞争行为是在绑架用户选择权，加之腾讯此公告被认为是自己承认了先前360对其QQ软件“扫描用户硬盘，偷窥用户隐私”的指责，因此部分中国网民放弃使用QQ转向MSN和Google Talk等聊天工具，并在网上发帖对其公告进行调侃泄愤，由此衍生出各种名号作出“一个非常艰难的决定”的造句。

### 小心你的小命
2010年12月8日，新华社下属的《瞭望东方周刊》记者王立三在辽宁省葫芦岛市建昌县政法委办公室拍到有四个人上班打牌，当地政法委副书记钟继祥遂带领三个干部冲进来说“给我好好查”，其中1人将记者相机“拿走”。有媒体记者就此给钟继祥打电话求证，却称遭对方威胁：“你要过来，小心你的小命”。《潇湘晨报》记者8日打通钟继祥电话，询问他有没有说过这句话，钟继祥回答：“是他先骂我的。”12月8日，有媒体记者和网友打电话给葫芦岛市委宣传部外宣办，对方表示相机在宣传部，已经归还，并称“正在调查此事”。

### 我只为领导服务
我只为领导服务，这句话出自指天涯社区上的一段成都双流一交警的执法视频。2010年12月11日，发帖人刘明到四川省成都市双流体育场参加2010首届西部动漫游戏节博览会活动，车辆堵塞停在大门口等待时，双流县公安局交通警察大队勤务二中队副中队长梁忠因为“领导的车马上就要来了”，怒拍车窗催促快走，在车主与之理论时，该交警说“我是为领导服务的，是领导重要还是你们这些人重要？！”

## 2011年

### 反对活熊取胆就等于反对国家
2011年2月14日11时许，亚洲动物基金会自总部香港向中国证券监督管理委员会福建监管局发出官方传真函，反对福建归真堂药业股份有限公司上市。归真堂所生产的熊胆系列产品原料需从黑熊身上直接提取，遭到不少网友和亚洲动物基金会的抵制。
归真堂创办人邱淑花在介绍《第一财经日报》采访时说，“反对我们就等于反对国家。”，邱淑花认为，归真堂养熊和活熊取胆制作熊胆粉得到了国家的批准和许可，是合法企业。

### 高鐵體
2011年7月23日晚上8時，兩列同嚮往南行駛的列車途經浙江省溫州市甌江大橋時，由於信號故障導致後車追尾、後車四節車廂從橋上墮下，造成逾百人死傷。隨後，国铁道部政治宣传部部长王勇平在新聞發佈會上被記者質問：“爲什麽宣佈救援結束后又發現一名生還兒童”時，王勇平称：
|  | 这只能说是生命的奇迹。 |

隨後，又被質問事故后為何掩埋車頭時，王勇平又答道：
|  | 至于你信不信，我反正信了。 |

### 戴套不算强奸
贵州毕节初中英语女教师周琴被强令陪领导喝酒，酒醉的她被毕节阿市乡国土资源管理所所长王忠贵强奸，当她向当地派出所报案时，阿市乡派出所教导员钟显聪对她说：
|  | 戴避孕套不算强奸。 |

### 无洞不算高尔夫
广东惠州市惠阳区违规出现高尔夫球场，被发现2年仍未查处，记者采访该区副区长刘毅峰说：
|  | 金玉东方搞的是不是高尔夫球场不好说，听说有洞的才是高尔夫球场，没洞的就不算高尔夫球场。 |

### 佛山十八路人
2011年，广东佛山市发生一起女童被两辆汽车撞伤引致死亡的事件（小悦悦事件）。事件发生时，最初路过的18名行人未及时施救，引发社会关注。同时，这18名行人被称为“佛山十八路人”。

## 2012年

### 休假式治疗
名词源于重庆市人民政府新闻办公室发布的微博：“据悉，王立军副市长因长期超负荷工作，精神高度紧张，身体严重不适，经同意，现正在接受休假式的治疗。”
此后网友在微博上将“休假式治疗”消遣到极致，让“休假式治疗”迅速成为流行语。如：“我回去就跟组织部要求休假式治疗。”“我治疗式休假已经结束，回北京工作一周了。”还有网友调侃：“美国驻华大使馆在中国多开领事馆，以满足广大党员干部日益增长的休假和疗养的需求”。

### 图样图森破
2000年江泽民在中南海会客厅接见到访的董建华时，回答香港记者张宝华提问时，江泽民当场发飙，到镜头前对记者怒斥一通，自夸自己见过很多名人，记者见识短浅。图样图森破便出自此番采访。因中国网民看到了与电视上高大醒目形象截然不同的最高领导人，这段视频在网络上一直得以流传，其中，图样图森破是谐音词，江泽民的原话为英语“too young too simple”，翻译成中文为“太年轻，太简单”。常与同处而出的“上台拿衣服”（原话为“Sometimes naive”，翻译成有时候幼稚）、“我和他（指迈克·华莱士）谈笑风生”等原文内容连用，用于讽刺中共官员骄横的态度。网络上也流行用同样出处的「弄個大新聞」讽刺官员高人一等的自傲。后来“图样图森破”和“弄个大新闻”（或“搞个大新闻”）逐渐成为流行词，本身并不带有讽刺中共或任何官员的意思，反而是在讽刺一些捕风捉影、夸大其词，胡乱报道新闻的人和记者。

### 德国骨科
起源于2012年3月1日的一条微博消息，该消息称有一对兄妹乱伦被其父亲发现，其中的哥哥被父亲打断腿，然后前往德国治疗。此后，“德国骨科”被用作兄妹乱伦的代名词。

## 2013年

### 轮流发生性关系
是李冠丰强奸事件中某媒体对案情的描述，實際上是標準的法律用語，但被网友理解为是刻意避开“轮奸”一詞而成为热词。

### 为何放弃治疗
源于一治疗网瘾的医生杨永信语。一些网瘾少年在治疗过程中被杨医生使用电疗，因此杨医生被多次指责，后来电疗就停止了。于是杨医生就说出了“为何放弃治疗”。原意是为何放弃网瘾治疗，网络上多用于嘲讽，普遍的用法是说别人为何放弃治疗，意为指责别人“你有病，快治”。简称：何弃疗。

### 不能盲目相信法院
1998年雷州市兴建水利工程，市民莫文海承包其中一项项目。然而，事后雷州市水务局在还款时少还360万元。在经过连续3年的催债无果后，莫文海将雷州市政府、雷州市水务局告上法庭。法院一审、终审判决莫文海胜诉，但雷州市水务局仍然拒绝执行。在接受中央电视台采访时，雷州市副市长陈汉枢认为法院认定的数额有出入，并声称“还是不能盲目相信法院”。该对法庭极大不尊重的言论一经播出，在网民中一片哗然。12月28日下午，雷州市委宣传部主要负责人说，该言语有欠妥当，是“过度紧张”所致。该负责人称现已并成立专案组负责此事。

## 2014年

### 且行且珍惜
2014年3月28日晚，媒体爆料称拍到文章出轨恋上姚笛的证据，随后一组文章和姚笛挽手同行，贴面亲热的照片引发娱乐圈震动。
2014年3月31日凌晨，文章首次回应“出轨门”并承认了“劈腿”传闻。他发布一则长微博公开道歉，称“时至今日都是我咎由自取”，“必须重新梳理自己，坦诚面对并诚恳道歉。”
文章发布声明3分钟后，马伊琍也写了一条微博，“恋爱虽易，婚姻不易，且行且珍惜。”随即引发大量网友模仿、改编、引申。“且X且XX”的句式风靡网络。

### 有钱就是任性
出处：一条新闻称老刘知道自己上当了还一如既往地给罪犯汇款。记者采访老刘，老刘却说：“被骗7万的时候发现上当了，当时觉得警察不会管，又想看他们（骗子）究竟能骗多少钱。” 最终老刘被骗了54.4万多元。 网友调侃：有钱就这么任性。以至后来，在2015年中国全国两会期间，“任性”这一词被用在国务院总理李克强的政府工作报告中，中共中央总书记习近平也曾使用。
解释：本意是对于有钱人的做事风格具有嘲讽语义，后来成为调侃用语。在两会上被翻译为“capricious”。 

## 2015年

### 叶良辰
“你只需要记住，我叫叶良辰，在本地我有一百种方法让你活不下去。”“你若是感觉你有实力和我玩，良辰不介意奉陪到底。”“若是，相反，良辰最喜欢对那些自认能力出众的人出手。”
9月24日凌晨，一名自称“叶良辰”的网友红遍网络。网络帖文称，北京某高校一女生寝室，因为一个名叫“李汶济”的女生不愿意打扫卫生，让“叶良辰”教训舍长“张静静”。在两人的聊天截图中，叶良辰语气霸道、喜感，引发网友转载。

## 2016年

### 一言不合就XX
起源于2015年末举行的世界电子竞技大赛。这次大赛主办方的办赛态度极其粗疏，引起广大观众的强烈不满。一些网民便在其百度贴吧中贴出低俗内容以表示愤怒，导致贴吧被封。于是有人评论道：“现在的年轻人，一言不合就开车。”网络上把传播低俗内容的行为叫作“开车”。“一言不合就XX”，便在网上流行开来。随着使用的泛化，“一言不合”和后面的XX失去了语义上的逻辑联系，仅仅表示“突然”“任性”“动不动”的意思，如“老师一言不合就表扬学生”“单位一言不合就发奖金”。

### 这很XX
2016年5月末，有新浪微博用户发了一张标有“清真认证”的猪肉罐头的图片（伊斯兰教禁止教徒吃猪肉），引发了网友讨论，之后有网友制作了穿着伊斯兰风格服饰的“表情包”，并配有文字“可以，这很清真”，以讽刺中国部分地区“清真”概念泛化的现象及部分穆斯林要求“清真”特权、影响非穆斯林人士正常生活的现象，“这很清真”一词也因此走红。衍生词语有“这不清真”（英语世界也有类似的“Absolutely Haram”，即绝不合伊斯兰教法）、“这很XX”（“XX”为一个名词）等。同时，中国部分网民将国内穆斯林（尤其是要求特权的回民）讽刺为“黄皮马瓦里（阿拉伯人曾将非阿拉伯裔穆斯林称为“马瓦里”）、绿绿”等。

### 小目标
在2016年8月底由陈鲁豫主持的《鲁豫大咖一日行》节目，采访万达集团董事长王健林期间，王健林在讲述很多学生一上来就说“我要当首富”后，耐心教导说：“先定一个小目标，比方说，我先挣它一个亿”。而“小目标”也迅速成为了网络热词。

## 2017年

### 打工是不可能打工的
记者采访广西一位偷电瓶被抓的偷车贼周某周立齐，周某被抓后竟称：“打工是不可能打工的，这辈子也不可能打工的，在看守所里面的感觉比在家里面好多了！里面的老哥个个都是人才说话又好听，我超喜欢在里面的！”，周某的雷人语录被作为鬼畜恶搞素材。

## 2018年

### 我是××，我现在慌得一比
源自2018年世界杯期间由阿根廷足球运动员利昂内尔·梅西代言的蒙牛广告，梅西在广告中的台词为“我是利奥·梅西，……我不是天生强大，我只是天生要强”。但阿根廷在本届世界杯小组赛前两轮发挥不甚理想，有网民将广告中梅西在球场草皮仰卧的台词改为“我是梅西，我现在慌得一比”（“×得一比”为南京方言，形容程度较深，“比”为“屄”的避讳字）。之后多支传统强队冷门迭出，被恶搞的对象也不再仅限于梅西。

## 2019年

### （文体）两开花
源于演员章金莱（六小龄童）在悼念《西游记》导演杨洁的视频中宣传其预计要开拍的电影。基本句式为[关联句]+“说起〇，我就想到了西游记中的×”+“今年下半年（或“明年年初”），中美合拍的西游记即将正式开机，我继续扮演美猴王孙悟空，我会用美猴王艺术形象努力创造一个正能量的形象，文体两开花，弘扬中华文化，希望大家能多多关注。”基本句式为网友原创，而非六小龄童本人所言。

### 996.ICU
“996”指常出现在互联网产业相关公司中的早上九点上班、晚上九点下班、一周工作六天的工作制度，“ICU”则为字面意思（重症监护室），2019年3月27日，互联网公司的程序员们在网络上发起抵制“996”工作制的运动，一个名为996ICU的项目在GitHub上传开，同年4月12日，马云称“996”是修来的福报，引发了社会的强烈反弹。当天下午，马云立即回应，称“任何公司不应该，也不能强制员工996”。“996”违反了《中华人民共和国劳动法》，招致了社会各界的批评。

### 你是什么垃圾？
在《上海市生活垃圾管理条例》正式實施的2019年7月1日前後，負責監督垃圾分類的志願者大爺大媽會询問「你（扔的）是什么垃圾？」而来。

### 鸡你太美
空耳自蔡徐坤歌曲《只因你太美》中的一句歌词“只因你太美”。2019年2月，蔡徐坤成为NBA新春贺岁大使，招致部分网友的不满，有网友找出蔡徐坤在《偶像练习生》节目中表演出的运球片段并以此对其球技表示质疑，随后这段视频被二次恶搞，其背景音乐《只因你太美》的其中一句歌词“只因你太美”也被空耳为“鸡你太美”。2019年4月，蔡徐坤委托律师事务所就哔哩哔哩弹幕网出现的大量鬼畜恶搞视频，向哔哩哔哩的注册公司发送律师告知函。

### 宏颜获水
是成语“红颜祸水”的谐音，指2019年7月3日百度创始人、董事长及现任执行官李彦宏在2019年百度AI开发者大会上演讲时被一名突然冲出的台下观众用一瓶饮用水淋湿。该事件一经爆出后便引起网友热议和恶搞，并由此衍生出本词。

### 你们这个群真是害人不浅啊
出自某个腾讯QQ中的崩三群群聊，一位自称是家长的女性冒用了一位群成员的账号对该群群成员进行斥责并要求群主出面答复自己的语音。该段语音被录制为视频，并被发布在QQ空间、百度贴吧、新浪微博等各大社交平台，一夜之间该家长的语录在网络上引起热议，并有不少网友借用或仿照该女性的语录发表对各时事的调侃，该语录还被制作成表情包，并被赋以各种新含义以便网友进行调侃。

## 2020年

### 中泰網路罵戰
2020年4月，有大陸網友認為泰國演員瓦奇拉维特·奇瓦雷（小名「Bright」）的女朋友Weeraya（推特網名「nnevvy」）在網上發表「台獨」言論。而Bright亦曾在推特轉發過2019冠状病毒病阴谋论與香港反修例相關推文，故被一些中國網友認為他們「辱華」，並對nnevvy作出謾罵，要求兩人公開道歉。此種行為引起泰國網友不滿，雙方隨即發生罵戰，過程中亦吸引香港、台灣、韓國、美國和日本網友聲援泰方。事件後來升至官方層面，中泰官員皆就事件作出回應。
nmsl原意是「你媽死了」是指中國大陸地區用以侮辱人、詛咒人的一種咒罵方式。而在中泰网络大战之下，泰國人創造出了全新的nmsl詞彙變化，以攻击中国网民。
例如：nmsling 出征/nmsled 被出征的/ nmslization 粉紅（指中國網民，又稱粉紅或小粉紅）化的 /nmslical literaure 中國（粉紅）網民文學/nmalogy 中國網民（粉紅）文學。

### 多人运动
出自网红周扬青在社交平台上写给艺人罗志祥的公开分手长文，在文中周写道：“还有你和你兄弟们对于那些被你们叫出来玩的女生是如此的不尊重，更过分的是，你们还会经常举行正常人都无法想象的‘多人运动’”。

### 迷你世界暂时下架事件
4月28日晚间，迷你世界官博发布公告称，即日起主动从全网的各个渠道下架该游戏产品，直至产品整改完毕。具体上架时间，将在第一时间内公布。
公告称，近日，有不法分子在游戏中传播不良信息，试图诱导青少年用户到外部社交平台实施不法行为。在此过程中，《迷你世界》没有尽到不良内容传播的有效监管责任，严重影响了广大青少年用户的身心健康，为此我们深感歉意与不安。为响应国家网信办发布的《网络信息内容生态治理规定》，支持国家管理净化网络信息内容，为青少年健康成长营造健康的网络环境，《迷你世界》即日起主动从全网的各个渠道下架该游戏产品，彻底阻断不良内容传播链条，直至产品整改完毕。

### 马保国
来自“浑元形意太极门”掌门人马保国的表演视频中的台词：“鬆活（裹）弹抖闪电鞭”（由于原视频中无法清楚辨识字音，由此会被出于幽默误听为“松果痰抖闪电鞭”，也有报道写为“中国弹抖闪电鞭”）。在马保国的表演视频内容中展示了鬆活弹抖闪电鞭的各个传统武术动作，但视频中的动作幅度过度夸张和难以理解。“鬆活弹抖”是陈氏太极拳的术语。
马保国敘述自己曾與兩位年輕人比試的影片中的台词：「小夥子你不講武德」、「我勸這位年輕人好自爲之」（因原影片中馬保國口音獨特，故作「耗子尾汁」）。

### 名媛拼单
有人潜伏进一个名为“上海名媛群”的微信群，本以为会见识到纸醉金迷的生活，但却目睹了群里的“名媛”们无所不“拼”：高端双人下午茶6个人拼，每人只需要85元；顶级酒店外滩观景房40个人拼，每人只要125元；4人拼单合租奢侈品包包，每人350元，就能背上一周；甚至连某奢侈品品牌二手丝袜都可以拼，2人每人300元……

## 2021年
| 热点事件                       | 微博话题                                                  | 阅读次数 | 讨论次数 |
| ------------------------------ | --------------------------------------------------------- | -------- | -------- |
| 2021年成都四十九中学生坠楼事件 | #成都四十九中回应学生在校高坠离世# （页面存档备份，存于） | 20.2亿   | 36.4万   |
| 吴亦凡涉嫌强奸案               | #吴亦凡被刑拘# （页面存档备份，存于）                     | 54.2亿   | 192.4万  |
| 佟丽娅再婚传言                 | #北京警方受理佟丽娅报案#                                  | 17.2亿   | 19.3万   |

### 潘嘎之交
电视剧《小兵张嘎》主演谢孟伟在网上直播带货，但是被举报产品有问题。曾与谢合作过的演员、知名笑星潘长江直播连线谢孟伟，劝其接业务要小心谨慎：“（直播带货）这里头水很深，你把握不住，孩子！”然而时隔不久，潘长江自己也在直播平台上带货卖酒，号称“原价999一瓶，现在只卖699”。潘长江直播推荐的产品被质疑是假酒，甚至有消费者收到了售后骚扰短信。网络上很多人嘲讽潘长江“晚节不保”，甚至有网友玩梗称“潘长江劝嘎最后也成嘎”。

### 输的什么液，想你的夜
源自知名企业家、万达集团董事长王健林之子王思聪与网红孙一宁的情感纠纷。6月15日，孙一宁爆出和王思聪在微信上的聊天记录。在聊天记录中，王思聪土味情话、烂梗频出，其中以“宝，我今天去输液了，输的什么液，想你的夜”一句流传最广。由于王思聪在聊天记录中所展现的姿态与其一贯在公共舆论环境下所展现的高傲形象反差极大，网络舆论普遍对此感到意外。

### 吳籤
案中，网红都美竹在微博发文控诉吴亦凡时提及其一向吹嘘个人的性能力但名不副实，其真实感受如同“挖鼻屎想用手指，却只能牙签”，并语带嘲讽之意地建议吴改名叫“吳籤”。与此梗相对应的出自吴亦凡方的名句为“我的很大，你忍一下”。

### 人类高质量男性求偶人类高质量女性
出自一名自称徐勤根的男子在网络上发布的求偶视频，他在视频中穿着正装、头发梳理成油头出镜。因在视频内容中多显动作僵硬、说话不自然、说话方式和用词十分古怪而在网络上引发热议和模仿浪潮。

### 沪上情欲流
出自歌手霍尊为群主的微信群名，成员为上海籍男艺人。群里讨论包括组队赴东欧嫖娼、在私人影院性爱等不雅内容。

### 吴京“中国”字样服装表情包
出自于东京奥运会期间一位网友将吴京于电影《老师·好》中穿着“中国”字样服装的截图进行二次创作，添加了一些字样于“中国”二字周围表达对中国队的支持。该图走红后迅速在网络上出现了各种模仿，成为了该届奥运会中国观众应援中国奥运代表队的标志。

## 2022年
| 事件               | 微博话题                                                | 阅读次数 | 讨论次数 |
| ------------------ | ------------------------------------------------------- | -------- | -------- |
| 徐州八孩母亲事件   | #丰县生育八孩女子事件调查组成立# （页面存档备份，存于） | 38.2亿   | 206.9万  |
| 中国国足世预赛出局 | #国足1比3越南# （页面存档备份，存于）                   | 13.8亿   | 15万     |
| 灵璧渔沟中学事件   | #灵璧渔沟中学事件# （页面存档备份，存于）               | 10.4亿   | 45.9万   |

### 徐州八孩母亲事件
2022年1月底，一名据称生育八个孩子的精神异常且被囚禁的女子的视频被传播至网络，并随着多路调查者的对真相的揭露，该事件最终在网络上引发了巨大的舆论争议。在此期间，当地政府发布了四次通告，但皆未平息民愤。网络舆论借此事呼吁政府保护中国农村女性和精神疾病患者，打击中国农村拐卖妇女儿童和性侵问题，并质疑当地政府作为。

### 唐山烧烤店打人事件
2022年6月10日凌晨，河北省唐山市路北区机场路“老汉城烧烤”烧烤店的暴力打人事件。男子陈继志骚扰在店内与朋友聚餐的女子不成，恼羞成怒与同行多名男子暴力围殴四名中国女子。事件引起广泛舆论，多家中國大陸媒體表示此事件挑战了民众对中華人民共和國治安的良好印象，亦引起了对中国大陆性暴力的讨论。

### 二舅治好了我的精神内耗
源自哔哩哔哩用户“衣戈猜想”于2022年7月25日上传的一段原创视频，其内容由旁白和作者二舅的生活画面构成。视频上线仅数日，播放量就已超过千万，并引起网民热议，众多官方新闻媒体也纷纷对此发表评论。这则视频被许多网民所称赞，认为它确如标题所言治愈了人们“精神内耗”；不过也有网民批评它是当代版的“活着”，有美化苦难的嫌疑。

## 2023年

### 鼠头鸭脖事件
一名江西工业职业技术学院学生于2023年6月1日在食堂用食时，寻到形似啮齿类动物头部的物体，当其拍摄影片公布于互联网后，引起舆论争议。涉事校方初时坚称此物为鸭脖，食品管理局也佐证校方说法，当事学生也出面“澄清”；舆论则普遍认为此物明显为鼠头，质疑校方与食品管理部门施压当事学生。江西省政府在社会舆论的压力下，责成相关部门重启调查组，并在经过调查后于6月17日正式宣布此物为老鼠类啮齿动物头部，而非鸭脖。

### 蔡徐坤与C女士事件
2023年6月26日，百度一位名为“C先生不要太勇”的用户发布了动态，2021年5月20日，蔡徐坤和一位C姓女生在北京朝阳区某KTV经朋友介绍相识，两人聚会结束后，于21日凌晨发生了性关系，时隔一个月后，C女士去医院检查显示已经怀孕，蔡徐坤直接让她打掉，7月5日，C女士独自去医院打了胎。该事件在被爆出后立马在微博等平台登上热搜榜第1名。
2023年7月3日，蔡徐坤在微博等平台回应称：双方皆为自愿，不涉及”未成年和“强迫”。由于事件风波，爱奇艺、央视等平台纷纷下架了蔡徐坤相关的作品。

### 除夕无假事件
2023年10月25日，中华人民共和国国务院办公厅发布《关于2024年部分节假日安排的通知》取消了除夕（传统新年假期的第一天）放假，将春节假期定为2024年2月10日（农历正月初一）至17日（农历正月初八）放假调休。虽然多了一天假期，此举仍然引起网民热议，有网民表示“即便放假只要除夕这一天也不能调休。”更有网民调侃2024年的春节是“我在公司看春晚。”

### 亮亮丽君事件
2021年11月底，亮亮丽君夫妇（本名张艺亮和董丽君）贷款购买了郑州融创中永中原大观的一套期房。2022年夏天，郑州融创城楼盘由于资金链断裂问题停工，两夫妻开始拍摄短视频记录还贷过程和生活日常。2023年11月15日，该夫妇得知融创城楼盘举办活动，希望维权，却遭到融创方面人员的殴打。2023年11月24日，据消息称两人除微博外被全平台封禁。该事件反映了中国社会对勤劳、守法公民的不公正待遇，以及房地产行业的严重经济问题。

## 2024年

### A股崩溃事件
2024年1月底至2月，中国大陆的股市迅速下跌。股民们纷纷前往美国驻华大使馆微博账号下面留言诉苦，美国驻华大使馆微博账号被调侃为“电子租界”。

### 贵州消防栓事件
2024年1月30日21时49分许，贵州省贵阳市云岩区东山壹号小区甲栋2单元14楼一居民家中发生的火灾，造成一名72岁老人曾某群死亡。救援过程中因楼道消防栓水带接口缺失无法正常使用，导致当事人和消防员无法及时救出被困人员，因此该火灾亦被称为消防栓事件。事件引起网友们对消防安全的关注。

### 胖猫跳江事件
2024年4月11日凌晨4点，重庆长江大桥上一网名为“胖猫”的男子跳江，时年21岁。次月，多个媒体报道了此事件。胖猫生前在游戏王者荣耀和一名叫做谭竹的女生相识，谭竹多次以各种理由要求胖猫转账，而胖猫的主要收入来源是游戏代打。根据聊天记录，谭竹和胖猫约定好在当年5月左右结婚。在2024年4月，谭竹向胖猫以“不能为我提供情绪价值”提出了分手。最终胖猫将自己仅剩的6.6万元人民币转给谭竹后跳江。而后续胖猫的姐姐将视频发布到网上而引发网民热议，根据胖猫的姐姐所述，两年内胖猫通过线上一共给女方转账51万元人民币。后续不少重庆当地的民众去长江大桥以外卖、奶茶的方式来悼念胖猫，却发现要求送到桥上的外卖是空包，多个商家后来表示会会对涉事门店作出闭店解约、停业整顿等处罚。

## 2025年

### 南京阿红事件
2025年7月6日，中華人民共和國南京警方控為传播淫秽物品罪，逮捕嫌疑人焦某某（化名「阿紅」，男，38歲）。焦某某長期男扮女裝利用網路聊天工具誘騙多名男性發生性關係，並偷拍自己与这些男性的性爱视频販售牟利。此事件在網路上迅速傳播開來，引發一股模仿熱潮。各地網路紅人，包括泰國跨性別網紅Parit Radchanavee和台灣網紅「館長」陳之漢也扮演成焦某某的女裝扮相拍攝影片，以吸引點擊和關注。